# Propionian wapnia
Propionian wapnia, (E282, Ca(C3H5O2)2) – organiczny związek chemiczny, konserwant, dodatek do żywności. Sól wapniowa kwasu propionowego. Środek antypleśniowy stosowany przy produkcji pieczywa. Ma nieprzyjemny zapach, więc można go stosować tylko w minimalnych ilościach. Krystalizuje w postaci monohydratu.